# Anise Postel-Vinay
Anise Postel-Vinay, geborene Denise Angèle Girard, (* 12. Juni 1922 im 16. Arrondissement von Paris; † 24. Mai 2020 in Paris) war eine französische Résistance-Kämpferin.

## Leben
Denise Angèle Girard, mit Rufnamen Anise, zusammengezogen aus den beiden Vornamen, war die Tochter des Hals-Nasen-Ohren-Arztes Louis-Lucien Girard, der bereits im Ersten Weltkrieg als Arzt gearbeitet hatte, und der Germaine Riss. Anise Girard gehörte der nicht-konfessionellen, „neutralen“ Sektion der Pfadfinderinnen-Organisation Fédération française des éclaireuses an. Sie absolvierte ihr Baccalaureat im Lycée Molière in Paris und studierte anschließend Germanistik an der Sorbonne.
Mit 19 Jahren wurde sie in das Réseau Gloria des Secret Intelligence Service aufgenommen. Ihre Aufgabe war es insbesondere, die Positionen deutscher Bunker in der Umgebung von Paris auszukundschaften. Die Informationen wurden ins Englische übersetzt, fotografiert, miniaturisiert und in Streichholzschachteln nach London gesandt. Anise Girard erfuhr später, dass „dieser Kamerad, der so gut Englisch sprach, der übersetzte und die Dokumente dem Fotografen übermittelte, Samuel Beckett war“.
Am 15. August 1942 wurde Anise Girard im Alter von 20 Jahren wegen ihrer Widerstandsaktivitäten verhaftet und zum Pariser Sitz der Gestapo in die Rue des Saussaies 11 gebracht. Anschließend wurde sie im Gefängnis La Santé inhaftiert und später in das Gefängnis Fresnes überstellt, wo sie ein Jahr lang einsaß, bevor sie mit dem am 21. und 28. Oktober 1943 von Paris abgehenden Transport I.146 über Aachen in das KZ Ravensbrück deportiert wurde. Sie erhielt die Häftlingsnummer 24562. Im Deportationszug lernte sie die Ethnologin Germaine Tillion kennen sowie im Lager Geneviève de Gaulle und blieb mit beiden in Verbindung. Beschäftigt wurde sie in der „Pelzwerkstatt“, wo sie die Pelzfutter von den Mänteln von Deportierten zu trennen hatte, um eventuell eingenähte Wertgegenstände aufzufinden.
Am 23. April 1945 wurde Anise Girard vom Schwedischen Roten Kreuz befreit. Bei ihrer Rückkehr nach Paris erfuhr sie vom Tod ihrer Schwester Claire Girard. Ihr Bruder hatte das KZ Buchenwald überlebt, ihr Vater das KZ Mittelbau-Dora.

## Nach dem Zweiten Weltkrieg
Anise Girard heiratete am 6. Juni 1946 den hohen Beamten André Postel-Vinay, der ebenfalls Widerstandskämpfer gewesen war und als Compagnon de la Libération ausgezeichnet wurde. Sie bekamen zusammen vier Kinder: den Journalisten Olivier Postel-Vinay, Daniel Postel-Vinay, die Historikerin Claire Andrieu und Cyril Postel-Vinay. Anise führte nun den Namen ihres Mannes.
Sie nahm an Aktivitäten der Organisationen ehemaliger Deportierter teil, vor allem des ADIR, dessen Generalsekretärin sie wurde. Außerdem beteiligte sie sich an drei Publikationen Germaine Tillions über das KZ Ravensbrück, insbesondere Ravensbrück und Une opérette à Ravensbrück. Mit anderen gründete sie die Vereinigung Germaine Tillion und war deren erste Generalsekretärin. Sie betätigte sich für die Vereinigung zur Untersuchung der Morde durch Gas unter dem nationalsozialistischen Regime (Association pour l’étude des assassinats par gaz sous le régime national-socialiste [ASSAG]).
Anise Postel-Vinay nahm an den Staatsakten zur Beisetzung von Germaine Tillion, Geneviève de Gaulle-Anthonioz, Pierre Brossolette und Jean Zay am 27. Mai 2015 im Panthéon teil. François Hollande erwähnte sie zu diesem Anlass in seiner Rede und nannte sie eine „femme sublime“ und Schwester im Leiden und in der Hoffnung („sœur de souffrance et d’espérance“) der beiden im Panthéon beigesetzten Widerstandskämpfer.
2015 veröffentlichte Postel-Vinay einen autobiographischen Bericht, der die Erlebnisse ihrer Deportation schildert, unter dem Titel Vivre in Zusammenarbeit mit Laure Adler.

## Publication
- Vivre, Gespräch mit Laure Adler, Paris, Grasset, 2015, ISBN 978-2-246-85807-2.

## Auszeichnungen
- Anise Postel-Vinay wurde als « Déportée résistante » ausgezeichnet[14].

- Médaille de la Résistance française (décret du 25 avril 1946)[15]

## Hommage

### Ausstellung
Anise Postel-Vinay gehört zu den 16 Frauen, deren Weg im Rahmen der von den Archives nationales organisierten Ausstellung « Déportées à Ravensbrück, 1942–1945 » vom 3. Februar bis zum 16. Juni 2023 in Pierrefitte-sur-Seine dargestellt wurde.